# 1938年海軍法案
1938年海军法案（Naval Act of 1938），即第二次文森法案（Second Vinson Act），是美国于1938年5月17日颁佈的法案，“要求美国海军实力增加20%”。 它代表了美国对日本入侵中国和德国吞并奥地利的反应。 
该法案由来自喬治亞州的民主党国会议员、众议院海军事务委员会主席卡尔·文森發起。它更新了1934年《文森-特拉梅尔法案》（即是“第一次文森法案”）和1936年海军法案的条款，其中，基于1930年《伦敦海军条约》的规定，“授权在17年内建造第一批美国战列舰”（根据 1934 年法案授权建造六艘战列舰）——BB-55至BB-60)。  1938 年法案特别授权建造 105,000 吨战列舰（首批三艘愛荷華級戰艦是在此授权下建造的）、40,000 吨航空母舰、68,754 吨巡洋舰、38,000 吨驱逐舰和 13,658 吨潜艇（8 艘是在此授权下建造的——SS-204至SS-211），以及各种小型船只。随后是1940年的《两洋海军法案》 。

## 1938年5月17日法案的摘录
…除了那些在华盛顿、……和在伦敦…签署的条约中所商定和确定的美国海军吨位之外，……獲得授权的美国海军未超齡的船只的组成，特此增加以下吨位；

(a) 主力舰，10万5千吨……条件是，如果总统确定……国防利益有此需要，则可以開始建造每艘吨位超过三万五千吨的船只，在这种情况下，特此授权增加美国海军主力舰的组成……使獲授权的未超齡的总吨位达到66万吨；

(b) 航空母舰，4万吨，獲授权的未超齡的总吨位为17.5万吨；

(c) 巡洋舰，68,754吨，獲授权的未超齡的总吨位为412,521吨；

(d) 驱逐舰，3.8万吨，獲授权的未超齡的总吨位为22.8万吨；

(e) 潜艇，13,658吨，獲授权的未超齡的总吨位为81,956 吨。

## 參照
- 华盛顿海军会议
- 华盛顿海军条约